# Kay Lertsittichai
 Kay Lertsittichai (tiếng Thái: เค เลิศสิทธิชัย, phiên âm: Khe Lớt-xít-thi-chai, sinh ngày 12 tháng 12 năm 1996) còn có biệt danh là Kayavine, là một YouTuber và diễn viên người Thái Lan. Anh bắt làm YouTuber vào năm 2016 và có hơn một triệu người đăng ký (Tính đến  tháng 12 năm 2020). Anh còn được biết đến với vai Gunkan trong bộ phim truyền hình Who Are You (2020).

## Tiểu sử và học vấn
Kay sinh ra ở Nakhon Pathom, Thái Lan. Anh bắt đầu học chương trình giáo dục trung học tại trường Sukhondheerawidh. Tại đây, anh có cơ hội trở thành học sinh trao đổi đến trường Trung học Guilford ở Illinois, Hoa Kỳ.
Năm 2019, anh tốt nghiệp với bằng cử nhân Toán học chuyên ngành Khoa học thống kê tại Đại học Wisconsin Whitewater.

## Các phim tham gia

### Phim điện ảnh
| Năm  | Tên phim | Vai | Ghi chú   | Ref. |
| ---- | -------- | --- | --------- | ---- |
| 2021 | Deep     | Win | Vai chính |      |

### Phim truyền hình
| Năm  | Tên phim                       | Vai                 | Ghi chú   | Ref.  |
| ---- | ------------------------------ | ------------------- | --------- | ----- |
| 2019 | Wolf                           | Koji                | Khách mời | [ 6 ] |
| 2020 | Who Are You                    | Gunkan              | Vai chính | [ 7 ] |
| 2021 | Never Too Late                 | Amornthep (tuổi 15) | Vai chính | [ 8 ] |
| 2021 | F4 Thailand: Boys Over Flowers | Talay               | Vai phụ   |       |
| 2022 | Good Old Days                  | Got                 | Vai chính |       |
| 2023 | Wednesday Club                 | Bank                | Vai chính |       |
| 2023 | Home School                    | Hugo                | Vai chính |       |